# Labirinto de Mentiras
Labirinto de Mentiras (em alemão:  Im Labyrinth des Schweigens, em inglês:  Labyrinth of Lies) é um filme alemão de 2014, do gênero drama histórico, dirigido por Giulio Ricciarelli. Baseado em fatos reais, foi exibido na seção Contemporary World Cinema no Festival Internacional de Cinema de Toronto de 2014. O filme foi escolhido para representar a Alemanha na competição de Oscar de melhor filme estrangeiro da edição de 2016. O filme segue um promotor alemão que descobre que muitos ex-nazistas voltaram às suas vidas antes da guerra impunes.
Em setembro de 2021, a Mares Filmes lançou o filme no Brasil em edição limitada e definitiva em blu-ray em parceria com a Versátil Home Vídeo.

## Elenco
- Alexander Fehling
- Johannes Krisch
- Friederike Becht
- Hansi Jochmann
- Johann von Bülow
- Gert Voss
- Robert Hunger-Bühler
- André Szymanski

## Recepção
No site do agregador de críticas Rotten Tomatoes, o filme tem um índice de aprovação de 82%, com base em 79 opiniões que é seguida do consenso crítico dizendo: "Labyrinth of Lies habilmente combina fatos com ficção bem-intencionada para oferecer uma visão instigante de como as lições da história podem ser facilmente perdidas ou esquecidas." No Metacritic, o filme tem um peso pontuação média de 62 em 100, com base em 19 críticos, indicando "avaliações geralmente favoráveis".